# Tussenring
Een tussenring is een ringvormig tussenstuk dat tussen de verschillende lenscomponenten van een objectief geplaatst wordt om hun onderlinge afstand te fixeren. Ook kan bij een camera met verwisselbaar objectief een tussenring worden gebruikt tussen het objectief en de camera.

## Tussenringen bij een optische opstelling
De bedoeling van de tussenring is, om de lenzen op de in het ontwerp berekende afstand van elkaar te houden en om de beide optische assen gecentreerd te houden. Er zijn veel situaties waar een holle en een bolle zijde van twee lenzen uit verschillende glassoorten op elkaar worden gekit; in dit geval is uiteraard geen tussenring nodig. Bij twee bolle zijden is een tussenring altijd vereist. De randen van de ring moeten zodanig ontworpen worden dat zij de lenzen niet beschadigen.

## Tussenringen bij fotografie

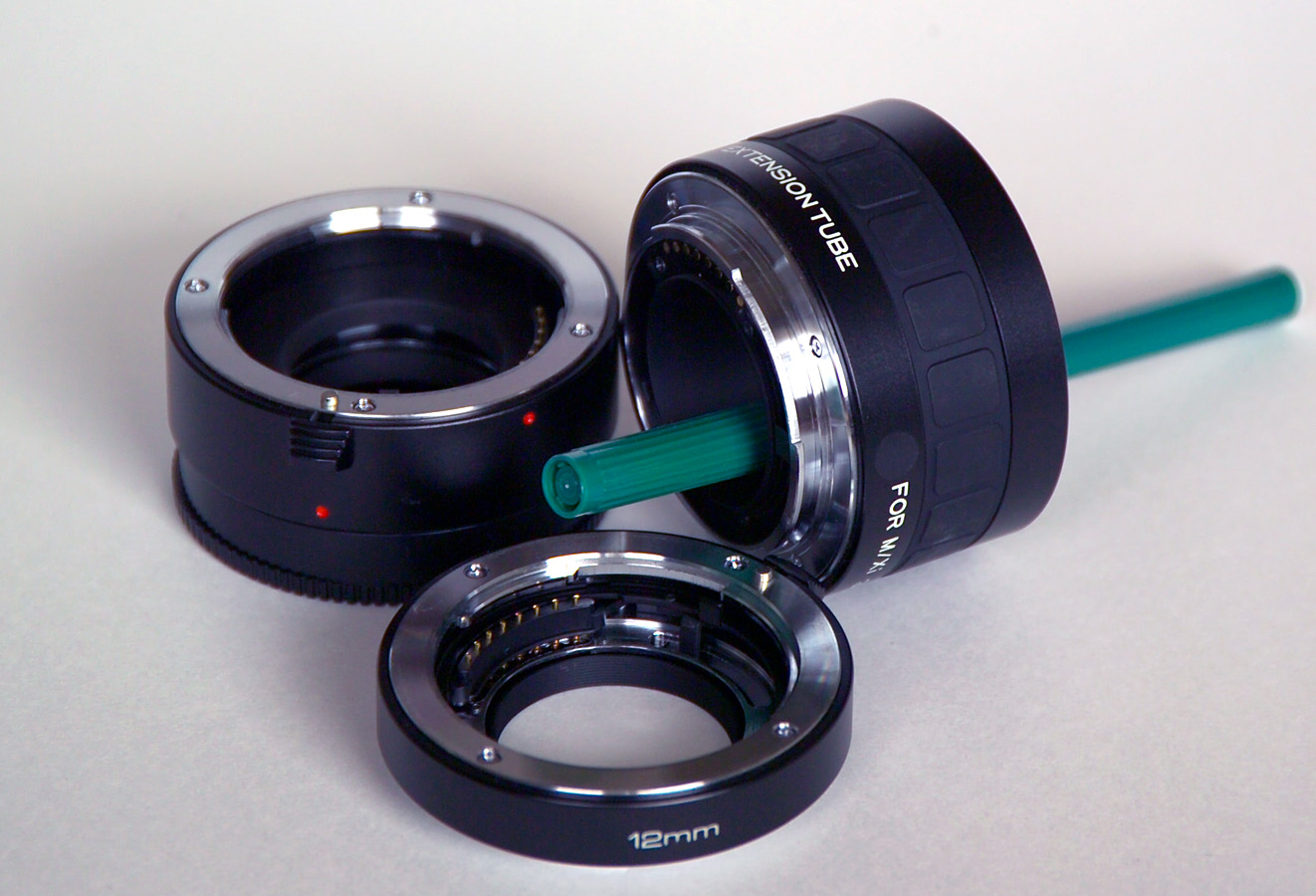
Tussenringen voor macrofotografie

Tussenringen worden vooral gebruikt bij macrofotografie. In plaats van een kostbaar speciaal macro-objectief aan te schaffen, worden tussenringen gebruikt. Het objectief wordt met behulp van de tussenring (of meerdere tussenringen op elkaar geschroefd) op grotere afstand van de film of de beeldsensor van de camera geplaatst. De voorwerpsafstand wordt hierdoor kleiner, waardoor een sterkere vergroting gerealiseerd wordt. Hoe groter de afstand tussen het objectief en de film of beeldsensor wordt, des te dichter het te fotograferen object benaderd kan worden, zoals volgt uit de lenzenformule. Daardoor wordt de vergrotingsfactor ook groter.
Een nadeel van tussenringen is dat er licht verloren gaat, zodat er een langere belichtingstijd nodig is. Het scherpstelbereik van het objectief wordt ook kleiner bij het gebruik van een lange tussenring. Scherpstellen moet dan plaatsvinden door de stand van de camera ten opzichte van het object te veranderen.
Bij moderne automatische camera's is het praktischer als de tussenringen voorzien zijn van een elektrisch contact, omdat de lenscontrole anders niet meer functioneert. 